# Cate Tiernan
Cate Tiernan, pseudonimo di Gabrielle Charbonnet (New Orleans, 24 luglio 1961), è una scrittrice statunitense.

## Biografia
Cate Tiernan (pseudonimo di Gabrielle Charbonnet) è nata a New Orleans ed attualmente vive in Carolina del Nord con le sue due figlie, il marito e i due figli di lui. Tiernan decise di diventare scrittrice poiché credeva di avere qualcosa di importante da dire ai giovani e che avrebbe potuto insegnargli qualcosa. Scrive romanzi, indirizzati a lettori adolescenti, che sono principalmente basati sul genere magico. Il suo lavoro più popolare è la serie di Sweep, (in Italia è edita da Mondadori, nella collana Dark Magic). Lei stessa non è una strega (non è, cioè, una praticante della religione pagana Wicca, al contrario dei protagonisti della serie), ma afferma di apprezzare molti aspetti di tale religione, compresa la relativa corrente che abbraccia il “potere femminile” (la tradizione Dianica).

## Opere

### Sweep
Poiché è una serie di quindici libri, Sweep è una storia “a puntate”. Segue la vita della teenager Morgan Rowlands che scopre di essere una strega ereditaria, ovvero la discendente di uno fra gli antichi clan praticanti della Wicca. 
Uno fra i messaggi principali della serie è che Morgan Rowlands, come molte adolescenti, deve imparare a contare su sé stessa, a capire quali sono le proprie potenzialità e come è meglio usarle. infatti, i libri ci mostrano l'eterna lotta tra il male e il bene che sono rappresentati dalla magia nera (il lato oscuro) e la magia più pura; questa lotta porta Morgan a scoprire se stessa e scegliere la vita che più le appartiene, nonostante le sue ambigue origini.

### Balefire
A partire dal 2005, Cate Tiernan sta lavorando ad una serie di libri intitolata Balefire. Questa serie è ambientata a New Orleans e, come Sweep, parla di magia e streghe. Il quarto libro della serie di Balefire è l'ultimo pubblicato finora.

### Immortal Beloved
Nel dicembre 2007, Tiernan ha venduto i diritti del suo prossimo lavoro, la trilogia Immortal Beloved. La serie ruota attorno ad un'immortale che ha vissuto una vita nell'oscurità, ma ha finalmente deciso di cambiare ed andare verso la luce.

L'autrice ha annunciato sul suo sito ufficiale che i diritti di questa serie sono stati venduti anche in Italia .

## Libri

### Sweep
Libri editi in Italia nella collana Dark Magic, Arnoldo Mondadori Editore
1. Il libro delle ombre (Book of Shadows), 2004
2. Stirpe di strega (Coven), 2005
3. Il cacciatore di streghe (Blood Witch), 2005
4. Il lato oscuro (Dark Magick), 2006
5. Forza del male (Awakening), 2006
6. Il richiamo del sangue (Spellbound), 2007
7. Oscure premonizioni (The Calling), 2007
8. L'erede delle Tenebre (Changeling), 2008
9. Minaccia occulta (Strife), 2008
10. Porta sull'oltretomba (Seeker), 2009
11. L'onda nera (Origins), 2009
12. La rivelazione (Eclipse), 2009
13. Il segreto di Alisa (Reckoning), 2010
14. Full circle, inedito in Italia
15. Night's child, inedito in Italia

### Balefire
1. A Chalice of Wind, 2005
2. A Circle of Ashes, 2005
3. A Feather of Stone, 2005
4. A Necklace of Water, 2006

### Immortal Beloved
Edizione italiana a cura di Arnoldo Mondadori Editore
1. Amore Immortale (Immortal Beloved), 2010
2. Abbraccio Immortale (Darkness Falls), 2011
3. Eternally Yours, 2012 - inedito in Italia